# The Flying Hat Band
The Flying Hat Band var en hård rock-gruppe fra Birmingham, England, der i starten af 1970'erne sammen med Judas Priest var Midlands' favoritter til at opnå succes.. På trods af at de aldrig udgav et eneste album, var det et populært liveband, og var endda supportband for Deep Purple på en af disses Europaturnéer.
Bandet blev opløst i maj 1974 efter Glenn Tipton forlod det for i stedet at spille med i Judas Priest, som på daværende tidspunkt lige havde fået deres første pladekontrakt med Gull Records. Peter "Mars" Cowling kom med i Pat Travers' band i 1975 og flere år frem.

## Medlemmer
Oprindeligt var bandet en kvartet kaldet Merlin, men gruppens kerne betragtes normalt som værende:
- Glenn Tipton – sang, guitar
- Peter "Mars" Cowling – bas
- Steve Palmer – trommer

### Tidligere medlemmer
- Pete Hughes – sang
- Andy Wheeler – bas
- Frank Walker – bas
- Trevor Foster – trommer

## Fodnoter
1. ↑  "Rockdetector page on the Flying hat Band". Hentet 2006-11-08.